# Ituiutaba (gemeente)
Ituiutaba is een gemeente in de Braziliaanse deelstaat Minas Gerais. De gemeente telt 102.217 inwoners (schatting 2022).

## Geografie

### Aangrenzende gemeenten
De gemeente grenst aan Campina Verde, Canápolis, Capinópolis, Gurinhatã, Ipiaçu, Monte Alegre de Minas, Prata en over het water van de rivier de Paranaíba aan Cachoeira Dourada (GO) en Inaciolândia (GO).

### Hydrografie
De plaats ligt aan de rivier de Tijuco. Aan de noordgrens ligt de Paranaíba en in het zuiden stroomt de rivier de Rio da Prata. Er zijn meerdere zijrivieren en beken te vinden in de gemeente.

## Religie
De plaats is zetel van het rooms-katholieke bisdom Ituiutaba.

## Verkeer en vervoer

### Wegen
De plaats ligt aan de hoofdwegen BR-154 (noord/zuid), BR-364 (zuidgrens), BR-365 (oost/west) en BR-464 (oost).

### Bus
In het centrum ligt het busstation Terminal Rodoviário Fernando Alexandre.

### Luchtwegen
In de gemeente ligger twee luchthavens. Ten noorden van de stad ligt Pista de Pouso JBS en in ten zuiden de Aeroporto Tito Teixeira.